# Sông Inn
Sông Inn (tiếng Latinh: Aenus; tiếng Romansh: En) là một sông bắt nguồn từ Thụy Sĩ, rồi chảy qua Áo và Đức. Nó là chi lưu phía hữu ngạn của sông Donau, có chiều dài 517 kilômét (321 mi). Sông bắt nguồn tại Malojapass, Engadin với một độ cao 2484 m gần Lunghinsee.

## Địa lý
Sông Inn chạy ngang qua những thành phố sau đây:
- Phố lớn: Innsbruck
- Phố trung: Rosenheim, Passau
- Phố nhỏ: Landeck, Imst, Hall in Tirol, Schwaz, Rattenberg, Wörgl, Kufstein, Wasserburg, Mühldorf, Töging, Altötting, Neuötting, Simbach, Braunau, Schärding

Tại Passau sông Inn cuối cùng nhập vào sông Donau (cũng như sông Ilz). Sông Inn là con sống duy nhất bắt nguồn từ Thụy Sĩ lại chảy ra Biển Đen (qua sông Donau).

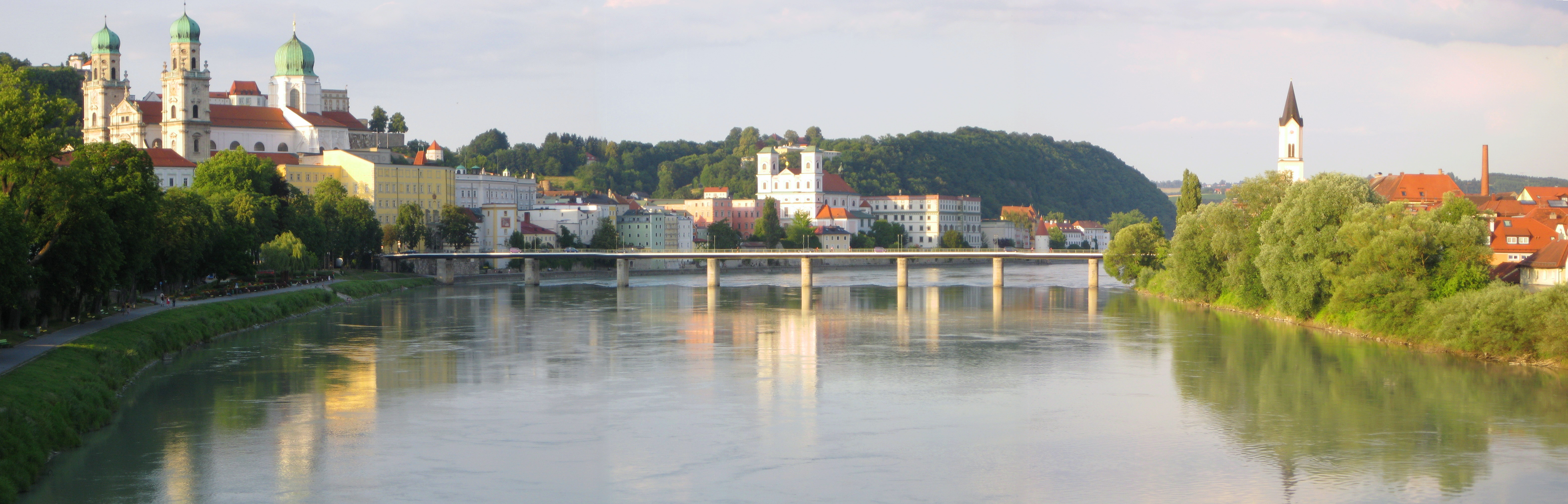
Sông Inn và cầu Marienbrücke ở Passau

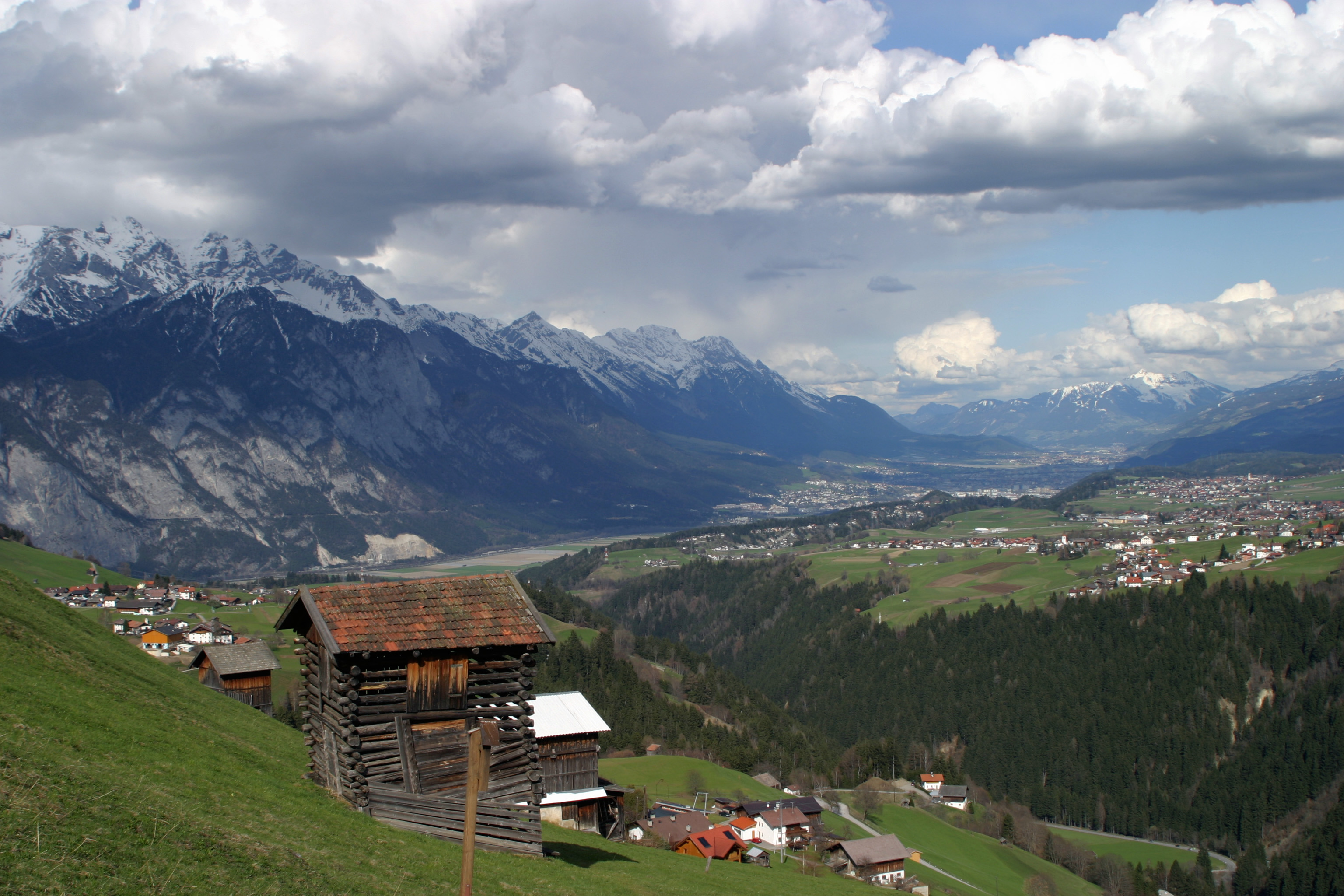
Thung lũng Inn ở Tirol